# Mena Suvari
Mena Alexandra Suvari, född 13 februari 1979 i Newport i Rhode Island, är en amerikansk skådespelare av estnisk härkomst.

## Biografi
12 år gammal började Suvari som fotomodell och kom på så vis i kontakt med skådespelaryrket. Hennes stora genombrottsår kom 1999 när hon var med i både komedifilmen American Pie och dramafilmen American Beauty. I den senare filmen, femfaldigt Oscarsbelönad, spelade hon mot bland andra Kevin Spacey.

## Filmografi (urval)
- 1995–1996 – Här är ditt liv, Cory (TV-serie) (två avsnitt)
- 1997 – Och han älskade dem alla
- 1999 – Carrie 2
- 1999 – American Pie
- 1999 – American Virgin
- 1999 – American Beauty
- 2000 – Loser
- 2001 – Sugar & Spice
- 2001 – American Pie 2
- 2002 – Spun
- 2004 – Six Feet Under (TV-serie) (sju avsnitt)
- 2005 – Beauty Shop
- 2005 – Final Fantasy VII: Advent Children (röst)
- 2005 – Ryktet går…
- 2007 – Brooklyn Rules
- 2008 – The Garden of Eden
- 2008 – Day of the dead
- 2011 – Smekmånaden från helvetet
- 2012 – American Pie: Reunion
- 2015 – Badge of Honor
- 2016 – I'll Be Home for Christmas (TV-film)
- 2018 – American Woman (TV-serie)
- 2020 – Don't Tell a Soul
- 2022 – House of Chains (TV-film)
- 2024 – Reagan
- 2024 – Beyond the Rush
- 2025 – All There Is